# Gerrie Knetemann
Gerard Friedrich (Gerrie) Knetemann (Amsterdam, 6 maart 1951 – Bergen (Noord-Holland), 2 november 2004), bijnaam 'de Kneet', was een Nederlandse beroepswielrenner in de periode 1974-1989. In 1978 won hij het UCI Wereldkampioenschap.
Hij verraste al jong als specialist in proloogtijdritten. Gaandeweg ontwikkelde hij zich ook als tijdrijder in het langere werk. Knetemann was geen sprinter, maar boekte vrij veel overwinningen in een sprint-à-deux, door met een kompaan of in een klein groepje uit een peloton te ontsnappen. Op die manier werd hij verrassend wereldkampioen in 1978 door Francesco Moser te verslaan. In datzelfde jaar won hij de laatste rit van de Ronde van Frankrijk met de sprint op de Champs-Élysées.
Knetemann kon goed uit de voeten in meerdaagse wedstrijden, maar hij schoot tekort in het hooggebergte om in de Tour een goed klassement te rijden. Hoewel geen klassementsrijder voor de Ronde van Frankrijk, bleek hij een der succesvolste Nederlandse Tourrenners. Tienmaal won hij een etappe, een Nederlands "record", dat hij deelt met Jan Raas en Joop Zoetemelk, en achtmaal was hij drager van de gele trui. Met het collectief stond hij ook nog negenmaal op het podium als winnaar van een ploegentijdrit. Hij was de eerste wielrenner die de grens van 50 km/u doorbrak in een tijdrit.

## Biografie

### Profcarrière

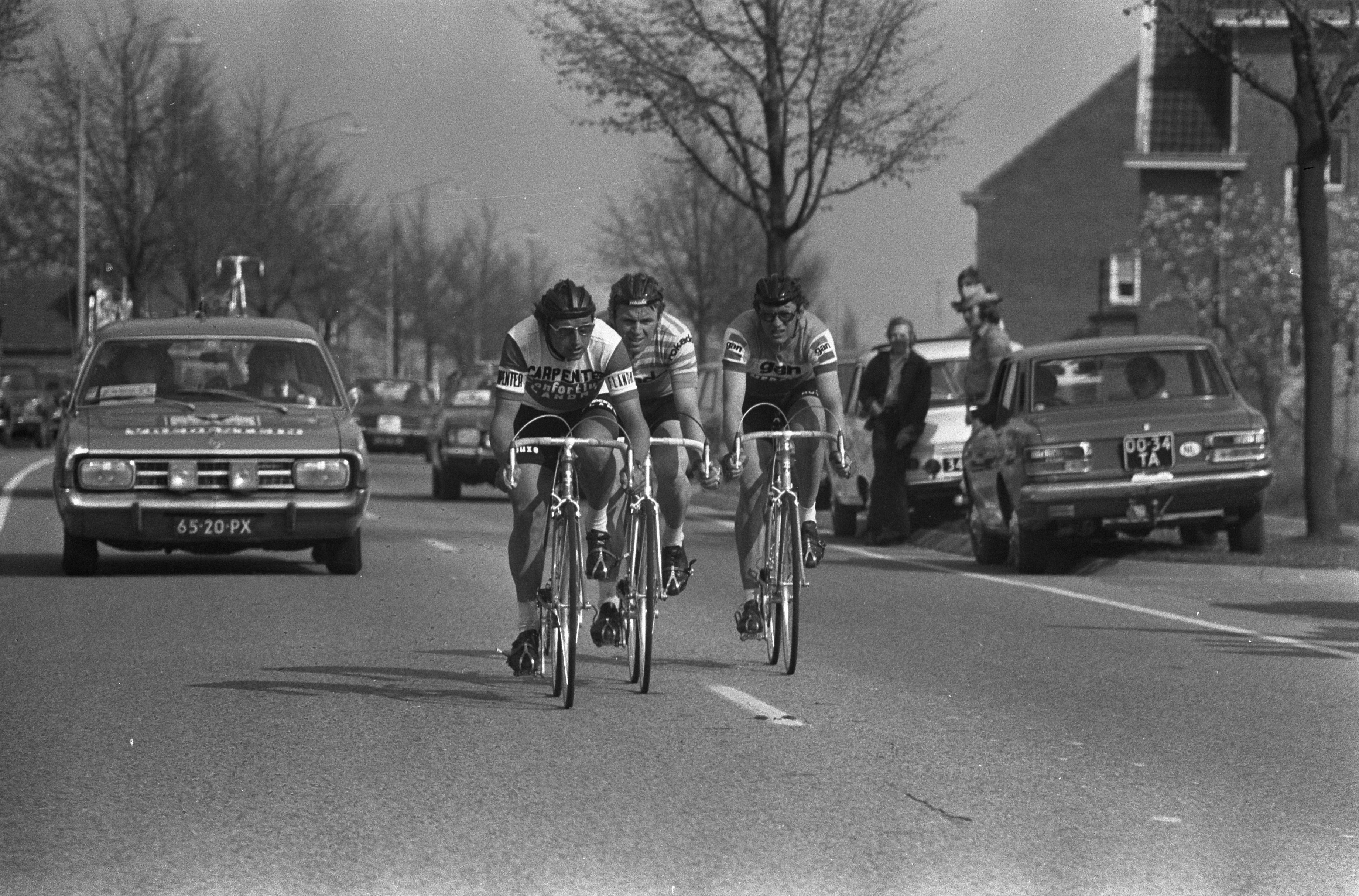
Kopgroep Amstel Gold Race 1974: Wilfried David, Hennie Kuiper en de Kneet

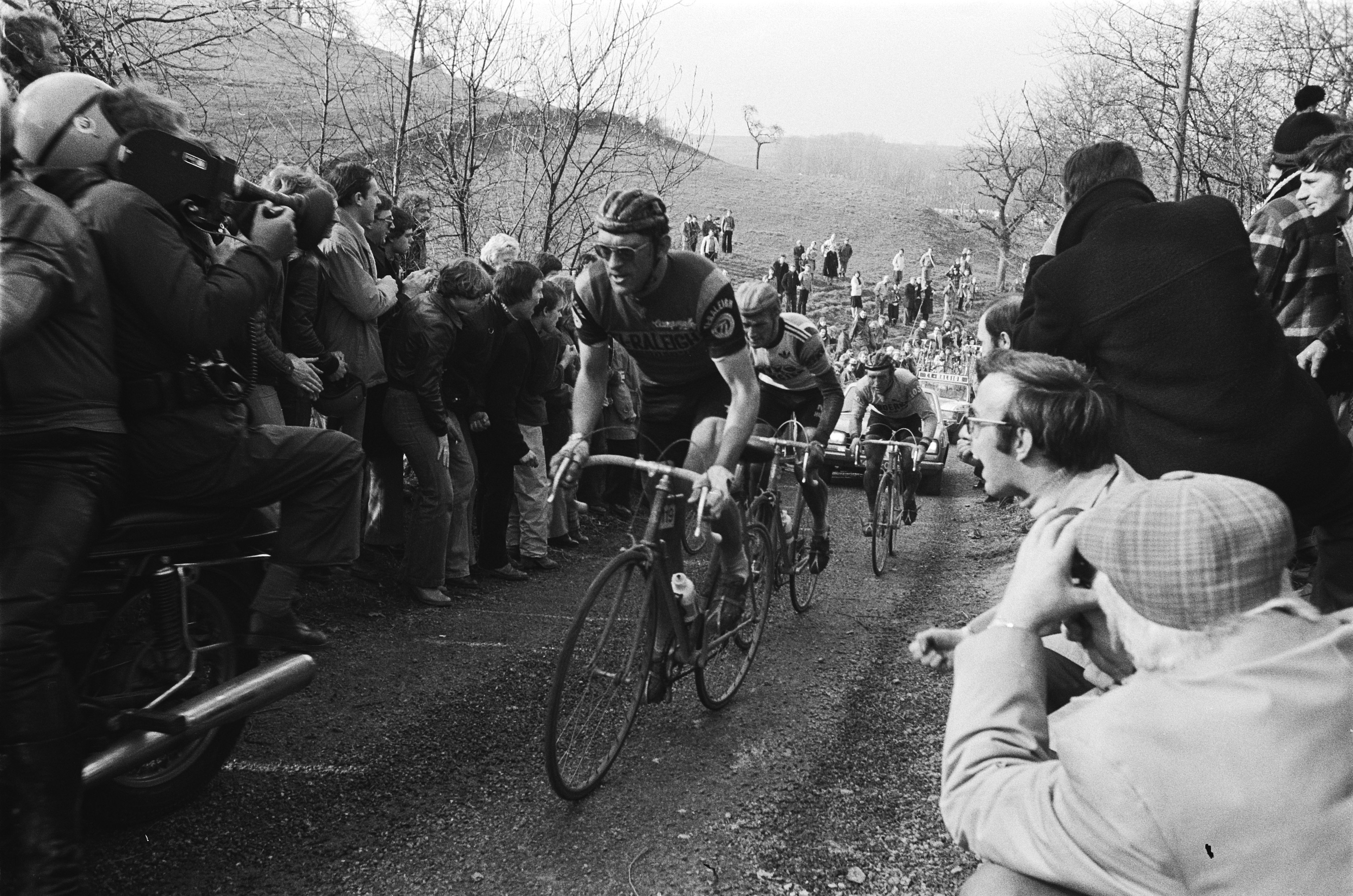
Kopgroep Amstel Gold Race 1978 op de Keutenberg. De Kneet, gevolgd door Leo van Vliet en Walter Godefroot, rijdt in dienst van de latere winnaar Jan Raas.

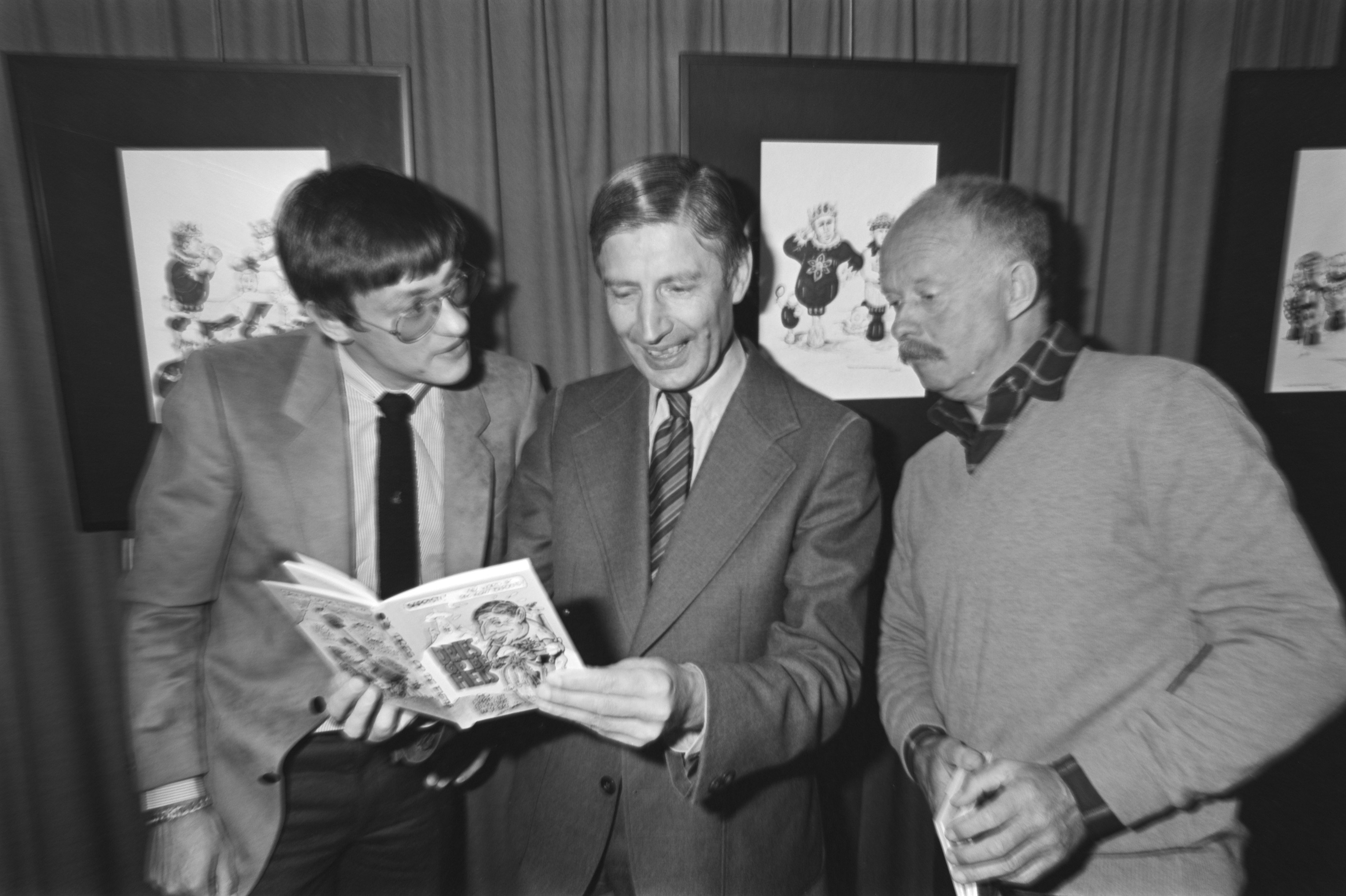
Een veel gevraagde gast op tv, bij openingen, of lancering van een boekje: Kneet, Dries van Agt en Dick Bruijnesteijn.

Voordat Knetemann profwielrenner werd, was hij stratenmaker. Hij was lid van de Weesper Wielervereniging "Germaan Gazelle Matador Combinatie" (GGMC). Hij werd in 1974 profwielrenner bij de Franse Mercierploeg, waar Joop Zoetemelk kopman was. Typerend voor zijn instelling was dat hij datzelfde jaar laatste werd in Parijs-Roubaix, maar een week later de Amstel Gold Race won. In 1975 tekende hij een contract bij de Raleighploeg van Peter Post. Met Jan Raas was hij daar jarenlang de blikvanger, tot de breuk in 1983. In 1982 verraste Gerrie Knetemann in de Tour door de Ier Seán Kelly voor te blijven in een massasprint en door Bernard Hinault te verslaan in een lange tijdrit.

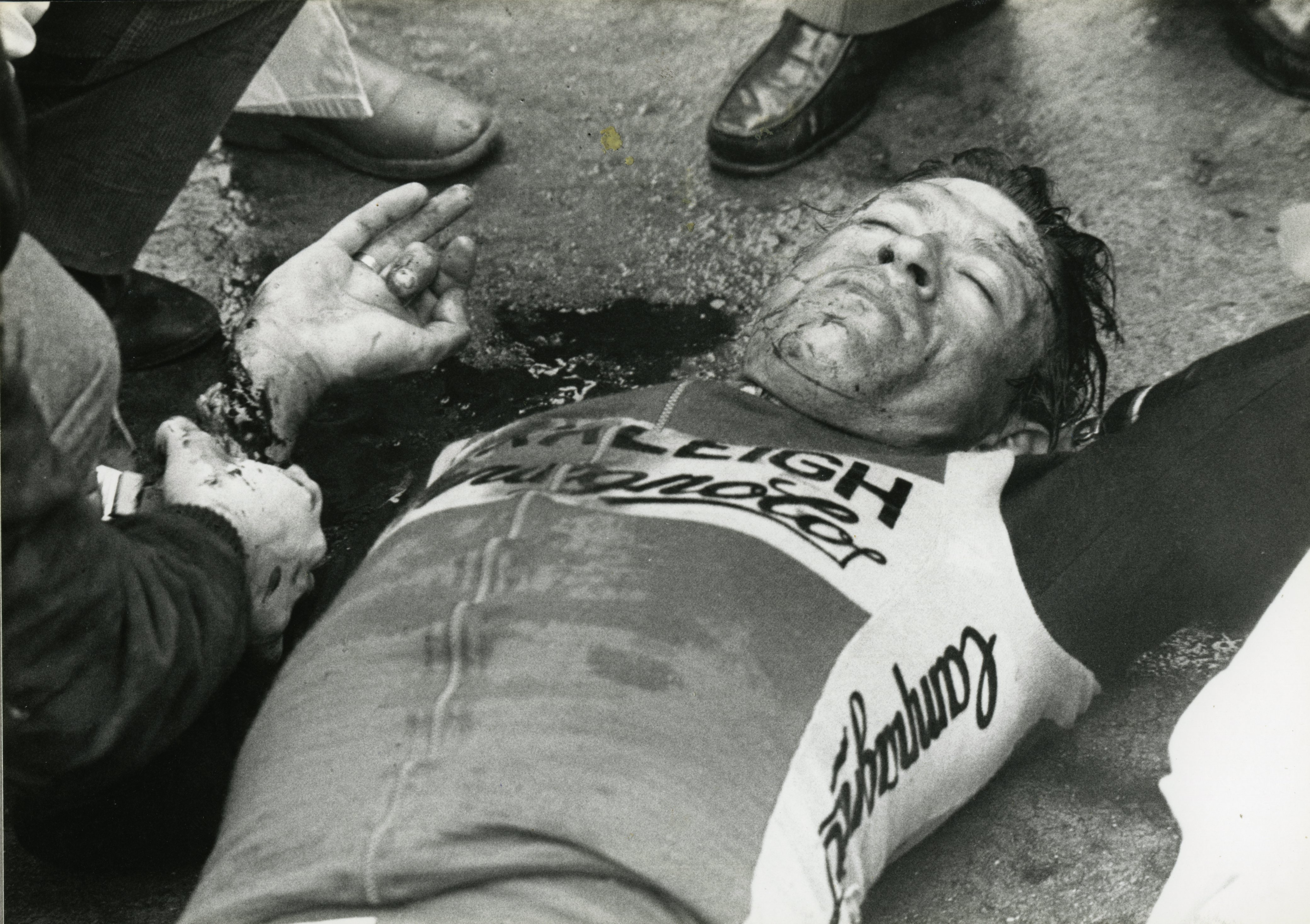
Gerrie Knetemann, zwaar gewond na zijn valpartij in Dwars door België, 1983.

In 1983 kwam hij zwaar ten val in Dwars door België. Aanvankelijk werd voor zijn leven gevreesd, maar na een lange revalidatie keerde hij terug in het peloton om nog eenmaal uit te pakken in de Amstel Gold Race van 1985.
In 1978 werd Knetemann gekozen tot Sportman van het jaar en in 1984 werd hij gekozen als beste Nederlandse profwielrenner.
Knetemann viel op in het wielerpeloton door zijn gevoel voor humor en zijn opmerkelijk taalgebruik. Hij introduceerde een groot aantal uitdrukkingen, waaronder 'hij zit te harken', 'doorkachelen', 'met je hol open zitten' en 'opgebaard over de meet komen, nadat je je het snot voor de ogen hebt gereden'. In het radioprogramma Radio Tour de France had hij veel succes met zijn Kneetstory, waarin hij dagelijks vertelde over zijn belevenissen.

### Na zijn profcarrière
In 1989 nam Knetemann afscheid van het peloton. Hij trad nog enige tijd op als pr-man voor de PDM-ploeg. Daarna werd hij in 1991 bondscoach van de KNWU en wedstrijdleider van de Ronde van Noord-Holland en het RAI Derny Criterium. Als bondscoach behaalde hij 2 medailles op in totaal 14 WK's.
In 1992 liep hij samen met prins Willem-Alexander de Marathon van New York uit.
Knetemann was ridder in de Orde van Oranje-Nassau.

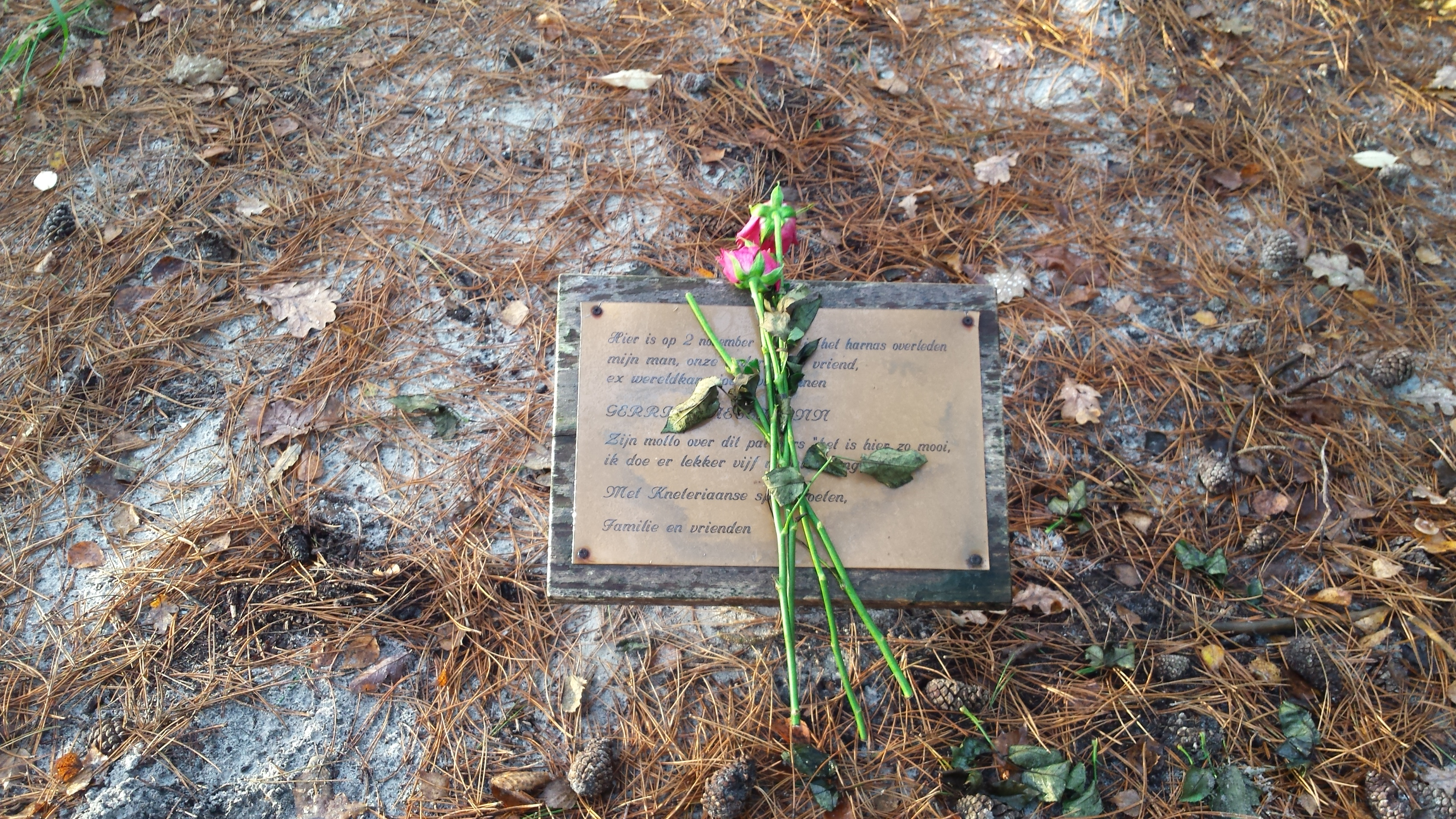
Gedenkplaat langs de mountainbikeroute in Schoorl

Knetemann overleed op 53-jarige leeftijd aan de gevolgen van een longembolie nadat hij tijdens een mountainbiketocht nabij Bergen onwel was geworden. Zijn overlijden was enigszins ondergesneeuwd in het nieuws door de moord op Theo van Gogh op dezelfde dag. Op 8 november 2004 namen op de wielerbaan van Alkmaar 2000 mensen afscheid van Knetemann, waarna de begrafenis in besloten kring plaatsvond in Krommenie.

## Herinnering
Met ingang van 2004 is de prijs die jaarlijks aan de meest talentvolle wielrenner onder de 23 jaar wordt uitgereikt omgedoopt tot de Gerrie Knetemann Bokaal. Theo Bos was de eerste winnaar van deze bokaal. Sinds 2005 heet de prijs de Gerrie Knetemann Trofee. In 2006 en 2007 werd de Grote Prijs Gerrie Knetemann georganiseerd. In 2006 won de Belg Roy Sentjens in Renkum de eerste editie.
Vanuit het Olympisch Stadion – start en finish – wordt jaarlijks de Gerrie Knetemann Classic georganiseerd. Een toertocht door het Groene Hart, ter ere van Gerrie Knetemann. In Amsterdam is een straat naar hem vernoemd, de Gerrie Knetemannlaan in Bos en Lommer.

## Privéleven
Knetemann was getrouwd en had een zoon en twee dochters. Zijn vrouw Gré was soigneur bij Parkhotel Valkenburg. Zijn dochter Roxane Knetemann was ook wielrenner en werd na haar topsportloopbaan televisiecommentator bij onder andere de NOS en SBS6.
Zijn zoon Marnix Knetemann was in 2018 deelnemer aan het tiende seizoen van het televisieprogramma Boer zoekt Vrouw en in 2022 bijdrager aan het televisieprogramma Onze boerderij: en nu zelf. In 2023 was hij lijstduwer voor de BoerBurgerBeweging in het waterschap Hoogheemraadschap Hollands Noorderkwartier en te zien in het televisieprogramma Onze boerderij in Europa. Dochter Elise trouwde op de dag dat haar vader wereldkampioen werd, maar dan 35 jaar later.
Tussen 1975 en 1992 woonde Knetemann in Huijbergen op de Brabantse Wal. Topamateur Peer Maas was buurman. Jac van Meer was een van zijn trainingsmaten. Later, toen hij in het Noord-Hollandse Krommenie woonde, keerde hij regelmatig naar de streek terug op bezoek en voor een maandelijks ritje met oud-renners.

## Belangrijkste successen als professional
1974
- Amstel Gold Race

1975
- etappe Ronde van Frankrijk

1976
- Ronde van Nederland
- Ruta del Sol

1977
- Rund um den Henninger-Turm
- Vierdaagse van Duinkerke
- 2 etappes Ronde van Frankrijk
- ploegenklassement Ronde van Frankrijk

1978
- Wereldkampioenschap op de weg, Nürburgring
- Parijs-Nice
- Ronde van de Middellandse Zee
- 2 etappes Ronde van Frankrijk
- 2 gele truien Ronde van Frankrijk
- zesdaagse Gent (met Patrick Sercu)
- zesdaagse Maastricht (met René Pijnen)
- GP Pino Cerami

1979
- 2 etappes Ronde van Frankrijk[8]
- 1 gele trui Ronde van Frankrijk
- proloog Parijs-Nice

1980
- etappe Ronde van Frankrijk
- 1 gele trui Ronde van Frankrijk
- Ronde van België
- Ronde van de Middellandse Zee
- Ronde van Nederland
- zesdaagse Maastricht (met René Pijnen)
- proloog en etappe Parijs-Nice

1981
- 4 gele truien Ronde van Frankrijk
- Ronde van Nederland
- Nokere Koerse

1982
- 2 etappes Ronde van Frankrijk
- Driedaagse van De Panne
- proloog en etappe Tirreno-Adriatico

1983
- Ronde van de Middellandse Zee

1984
- GP Pino Cerami

1985
- Amstel Gold Race
- Zesdaagse Madrid (met Jose-Luis Navarro)

1986
- Ronde van Nederland

1987
- Ronde van Zweden

## Resultaten in voornaamste wedstrijden
| Jaar | Ronde van Italië | Ronde van Frankrijk | Ronde van Spanje |
| ---- | ---------------- | ------------------- | ---------------- |
| 1974 |                  | 38e                 |                  |
| 1975 |                  | 63e (1)             |                  |
| 1976 |                  | opgave              | opgave           |
| 1977 |                  | 31e (2)             |                  |
| 1978 |                  | 43e (2)             |                  |
| 1979 |                  | 30e (2)             |                  |
| 1980 |                  | 38e (1)             |                  |
| 1981 |                  | 55e                 |                  |
| 1982 |                  | 47e (2)             |                  |
| 1983 |                  |                     |                  |
| 1984 |                  | 103e                |                  |
| 1985 | 94e              |                     |                  |
| 1986 |                  | 84e                 | 59e              |
| 1987 |                  | 89e                 |                  |
| 1988 |                  | opgave              |                  |

| Jaar | Milaan-San Remo | Gent-Wevelgem | Ronde van Vlaanderen | Parijs-Roubaix | Amstel Gold Race | Luik-Bast.‑Luik | Parijs-Brussel | Waalse Pijl | Rund um den Henninger-Turm |  | WK op de weg |  | Wereldranglijsten |
| ---- | --------------- | ------------- | -------------------- | -------------- | ---------------- | --------------- | -------------- | ----------- | -------------------------- |  | ------------ |  | ----------------- |
| 1974 |                 |               | 38e                  | 55e            | ↑                |                 |                |             |                            |  |              |  |                   |
| 1975 | 38e             |               |                      |                | 7e               | 6e              |                | 6e          |                            |  | 10e          |  | 24e (SPP)         |
| 1976 | 13e             |               |                      |                |                  |                 | 24e            |             |                            |  |              |  |                   |
| 1977 | 47e             | 14e           |                      |                | ↑                | 15e             |                | 5e          | Goud                       |  |              |  | 7e (SPP)          |
| 1978 | 112e            | 27e           |                      |                | 6e               | 26e             | ↑              | 4e          |                            |  | ↑            |  | 4e (SPP)          |
| 1979 | 15e             | 31e           |                      |                | 19e              | 22e             |                | 14e         | 12e                        |  | 13e          |  | 38e (SPP)         |
| 1980 | 74e             | 44e           |                      |                | 45e              |                 | 6e             |             | 20e                        |  |              |  |                   |
| 1981 |                 | 41e           |                      |                | 44e              | 9e              |                |             | 8e                         |  |              |  |                   |
| 1982 | 35e             |               |                      |                | 16e              |                 |                |             |                            |  |              |  |                   |
| 1983 | 59e             |               |                      |                |                  |                 |                |             |                            |  |              |  |                   |
| 1984 |                 |               |                      |                | 25e              |                 |                |             |                            |  |              |  |                   |
| 1985 |                 | 78e           |                      |                | ↑                | 46e             |                |             |                            |  |              |  |                   |
| 1986 |                 |               |                      |                |                  |                 | 39e            | 27e         |                            |  |              |  |                   |
| 1987 |                 | 43e           |                      |                |                  |                 |                |             |                            |  | 57e          |  |                   |
| 1988 |                 |               |                      |                |                  |                 |                |             |                            |  |              |  |                   |

## Ploegen
- 1974-1975: Gan-Mercier (Frankrijk)
- 1976-1983: TI-Raleigh (Nederland)
- 1984-0000: Europ Decor-Boule d'Or (België)
- 1985-0000: Skil-Sem (Frankrijk)
- 1986-1989: PDM-Concorde (Nederland)

## Trivia
- In 1976 was Knetemann erbij toen oud-wereldkampioen Harm Ottenbros zijn fiets van de Zeelandbrug afdonderde. De Kneet gaf hem een lift terug.[9]
- In 1981 nam Knetemann met de ploeg van Post een single op, "Wie zijn de vedettes", waarmee hij een negentiende plaats bereikte in de Tipparade.
- Hoewel de uitdrukking "de dood of de gladiolen" vaak wordt toegeschreven aan Gerrie Knetemann, werd de uitdrukking al eerder gebruikt, onder meer door wielrenner Wim Schepers in mei 1971.[10]

## Publicaties
- Hans Prakke: De Kneetstory. Over de dood en de gladiolen van een Amsterdamse professional. Utrecht, Agiel, 2005. ISBN 90-77834-10-9
- Leo van de Ruit & Frans van Schoonderwalt: De Kneet. Entertainer op twee wielen. Baarn, Tirion Sport, 2005. ISBN 90-439-0760-X